# Stojan Zafred
Stojan Zafred, slovenski slikar tetraplegik, * 13. julij 1951, Postojna, † 29. december 2002, Divača.
Zafred je po končani osnovni šoli šolanje nadaljeval na Tehnični šoli za elektrotehniko v Ljubljani.
Leta 1970 si je pri skoku v morje poškodoval hrbtenico in postal tetraplegik. Po rehabilitaciji je pod mentorstvom akademske slikarke Seke Tavčar začel slikati s čopičem v  ustih.
Zafred je med vsemi slovenskimi slikarji tetraplegiki mednarodno najbolj znan. Svoja dela je razstavljal v Vaduzu, Zürichu, Londonu in Stockholmu. S pokojno Stanko Glavan sta bila prva Slovenca, ki sta postala člana mednarodnega združenja VDMFK.